# Редмонд (Јута)
Редмонд (енгл. Redmond) град је у америчкој савезној држави Јута.

## Демографија
По попису из 2010. године број становника је 730, што је 58 (-7,4%) становника мање него 2000. године.
| Група             | 2000.       | 2010.       |
| Белци             | 768 (97,5%) | 694 (95,1%) |
| Афроамериканци    | 1 (0,1%)    | 1 (0,1%)    |
| Азијати           | 1 (0,1%)    | 2 (0,3%)    |
| Хиспаноамериканци | 15 (1,9%)   | 28 (3,8%)   |
| Укупно            | 788         | 730         |